# Olympische Sommerspiele 1936/Schwimmen – 100 m Freistil (Frauen)
Der Schwimmwettkampf über 100 Meter Freistil der Frauen bei den Olympischen Spielen 1936 in Berlin wurde vom 8. bis 10. August im Olympia-Schwimmstadion ausgetragen.
Die Niederländerin Hendrika Mastenbroek schwamm in jedem ihrer Läufe olympische Bestzeit und wurde Olympiasiegerin.

## Rekorde
Vor Beginn der Olympischen Spiele waren folgende Rekorde gültig.
| Weltrekord         | 1:04,6 min | Willy den Ouden | New Haven, Vereinigte Staaten   | 27. Februar 1936 |
| Olympischer Rekord | 1:06,8 min | Helene Madison  | Los Angeles, Vereinigte Staaten | 8. August 1932   |

Folgende neue Rekorde wurden aufgestellt:
| Olympischer Rekord | 1:05,9 min | Hendrika Mastenbroek | Finale     |
| Olympischer Rekord | 1:06,4 min | Hendrika Mastenbroek | Halbfinale |
| Olympischer Rekord | 1:06,4 min | Hendrika Mastenbroek | Vorlauf 1  |

## Ergebnisse

### Vorläufe
Die Vorläufe wurden am 8. August ausgetragen. Die zwei ersten Athletinnen eines jeden Laufs sowie die zwei zeitschnellsten Athletinnen aller Läufe qualifizierten sich für das Halbfinale.
Lauf 1
| Rang | Athletin             | Nation             | Zeit       | Anm.   |
| ---- | -------------------- | ------------------ | ---------- | ------ |
| 1    | Hendrika Mastenbroek | Niederlande        | 1:06,4 min | Q (OR) |
| 2    | Gisela Arendt        | Deutsches Reich    | 1:07,3 min | Q      |
| 3    | Katherine Rawls      | Vereinigte Staaten | 1:08,5 min | Q      |
| 4    | Phyllis Dewar        | Kanada             | 1:09,2 min | q      |
| 5    | Eva Arndt            | Dänemark           | 1:10,1 min |        |
| 6    | Margery Hinton       | Großbritannien     | 1:13,0 min |        |
| 7    | Rei Takemura         | Japan              | 1:14,6 min |        |
| 8    | Scylla Venâncio      | Brasilien          | 1:15,1 min |        |

Lauf 2
| Rang | Athletin           | Nation             | Zeit       | Anm. |
| ---- | ------------------ | ------------------ | ---------- | ---- |
| 1    | Willy den Ouden    | Niederlande        | 1:08,1 min | Q    |
| 2    | Evelyn de Lacy     | Australien         | 1:08,5 min | Q    |
| 3    | Olive McKean       | Vereinigte Staaten | 1:09,3 min | Q    |
| 4    | Ilona Ács          | Ungarn             | 1:12,7 min |      |
| 5    | Irene Pirie-Milton | Kanada             | 1:12,8 min |      |
| 6    | Tsuneko Furuta     | Japan              | 1:14,6 min |      |
| DNS  | Vera Klatovska     | Tschechoslowakei   |            |      |

Lauf 3
| Rang | Athletin          | Nation          | Zeit       | Anm. |
| ---- | ----------------- | --------------- | ---------- | ---- |
| 1    | Jeanette Campbell | Argentinien     | 1:06,8 min | Q    |
| 2    | Tini Wagner       | Niederlande     | 1:08,9 min | Q    |
| 3    | Piedade Coutinho  | Brasilien       | 1:09,4 min | Q    |
| 4    | Elvi Svendsen     | Dänemark        | 1:10,3 min |      |
| 5    | Ingeborg Schmitz  | Deutsches Reich | 1:10,9 min |      |
| 6    | Vera Harsányi     | Ungarn          | 1:11,5 min |      |
| 7    | Zilpha Grant      | Großbritannien  | 1:12,1 min |      |

Lauf 4
| Rang | Athletin         | Nation           | Zeit       | Anm. |
| ---- | ---------------- | ---------------- | ---------- | ---- |
| 1    | Ragnhild Hveger  | Dänemark         | 1:09,6 min | Q    |
| 2    | Kazue Kojima     | Japan            | 1:11,0 min | Q    |
| 3    | Olive Wadham     | Großbritannien   | 1:11,5 min | Q    |
| 4    | Irma Schrameková | Tschechoslowakei | 1:11,8 min |      |
| 5    | Kitty Mackay     | Australien       | 1:13,8 min |      |
| 6    | Helena Salles    | Brasilien        | 1:16,2 min |      |
| 7    | Yeung Sauking    | China            | 1:22,2 min |      |

Lauf 5
| Rang | Athletin                       | Nation             | Zeit       | Anm. |
| ---- | ------------------------------ | ------------------ | ---------- | ---- |
| 1    | Bernice Lapp                   | Vereinigte Staaten | 1:09,0 min | Q    |
| 2    | Magda Lenkei                   | Ungarn             | 1:09,9 min | Q    |
| 3    | Margaret Stone                 | Kanada             | 1:10,0 min | Q    |
| 4    | Leni Lohmar                    | Deutsches Reich    | 1:10,3 min |      |
| 5    | Renée Blondeau                 | Frankreich         | 1:10,9 min |      |
| DNS  | Jeanne de Rademaecker-Eyckmans | Belgien            |            |      |
| DNS  | Annie Villiger                 | Schweiz            |            |      |

### Halbfinale
Das Halbfinale wurde am 9. August ausgetragen. Die ersten drei Athletinnen eines jeden Laufs sowie die zeitschnellste Viertplatzierte qualifizierten sich für das Finale.
Halbfinale 1
| Rang | Athletin             | Nation             | Zeit       | Anm.   |
| ---- | -------------------- | ------------------ | ---------- | ------ |
| 1    | Hendrika Mastenbroek | Niederlande        | 1:06,4 min | Q (OR) |
| 2    | Gisela Arendt        | Deutsches Reich    | 1:07,2 min | Q      |
| 3    | Katherine Rawls      | Vereinigte Staaten | 1:08,5 min | Q      |
| 4    | Tini Wagner          | Niederlande        | 1:08,6 min | q      |
| 5    | Piedade Coutinho     | Brasilien          | 1:09,6 min |        |
| 6    | Phyllis Dewar        | Kanada             | 1:09,6 min |        |
| 7    | Kazue Kojima         | Japan              | 1:11,1 min |        |
| 8    | Magda Lenkei         | Ungarn             | 1:12,1 min |        |

Halbfinale 2
| Rang | Athletin          | Nation             | Zeit       | Anm. |
| ---- | ----------------- | ------------------ | ---------- | ---- |
| 1    | Jeanette Campbell | Argentinien        | 1:06,6 min | Q    |
| 2    | Willy den Ouden   | Niederlande        | 1:06,7 min | Q    |
| 3    | Olive McKean      | Vereinigte Staaten | 1:08,9 min | Q    |
| 4    | Bernice Lapp      | Vereinigte Staaten | 1:09,6 min |      |
| 5    | Evelyn de Lacy    | Australien         | 1:10,0 min |      |
| 6    | Olive Wadham      | Großbritannien     | 1:12,0 min |      |
| 7    | Margaret Stone    | Kanada             | 1:12,8 min |      |
| 8    | Ragnhild Hveger   | Dänemark           | 1:14,0 min |      |

### Finale
10. August 1936
| Rang | Athletin             | Nation             | Zeit            |
| ---- | -------------------- | ------------------ | --------------- |
| 1    | Hendrika Mastenbroek | Niederlande        | 1:05,9 min (OR) |
| 2    | Jeanette Campbell    | Argentinien        | 1:06,4 min      |
| 3    | Gisela Arendt        | Deutsches Reich    | 1:06,6 min      |
| 4    | Willy den Ouden      | Niederlande        | 1:07,6 min      |
| 5    | Tini Wagner          | Niederlande        | 1:08,1 min      |
| 6    | Olive McKean         | Vereinigte Staaten | 1:08,4 min      |
| 7    | Katherine Rawls      | Vereinigte Staaten | 1:08,7 min      |